# Lygurus marjoriae
Lygurus marjoriae là một loài tò vò trong họ Ichneumonidae.